# Обыкновенный сом
Обыкнове́нный сом, или европейский сом (лат. Silurus glanis), — крупная бесчешуйчатая пресноводная рыба семейства сомовых (Siluridae).

## Описание
Длина тела — до 5 м, масса — до 400 кг (по историческим данным). Л. П. Сабанеев приводит сведения Кесслера о поимке сомов массой более 300 кг в XIX веке, в Днепре, Днестре и Одере. Официально подтверждено, что был пойман сом массой 306 кг, длиной более 3 м и возрастом около 80 лет. Сейчас сомы массой выше 100 кг встречаются крайне редко, тем не менее бывают случаи поимки сомов длиной более 2,5 м и массой около 150 кг. Анальный плавник длинный, жировой плавник отсутствует, непарные плавники не имеют шипов.
Окрас в большинстве случаев бурый с оттенками коричнево-зелёного, брюхо белое. В зависимости от мест обитания окрас может меняться от почти чёрного до светло-жёлтого. Иногда встречаются сомы-альбиносы.

## Распространение
Обыкновенный сом обитает в реках и озёрах Европы и Европейской части России, кроме бассейна Северного Ледовитого океана. Обычен в Европе и в бассейне Аральского моря.

### Историческое распространение
Внутривидовая популяционная структура S. glanis оставалась на более низких уровнях в течение эемского межледниковья (130 000—115 000 лет назад) по сравнению с ранним голоценом (приблизительно 11650—8000 л. н.). В раннем голоцене повторное заселение Западной Европы S. glanis из восточного рефугиума, предположительно расположенного вокруг Понто-Каспийского региона, усиливало внутривидовую структуру по мере того, как постепенно отступал ледяной щит.

## Размножение
Икрометание весной в прибрежной зоне среди водной растительности. Самка откладывает икру в гнездо, которое самец охраняет. Половозрелость обычно на пятом году жизни.

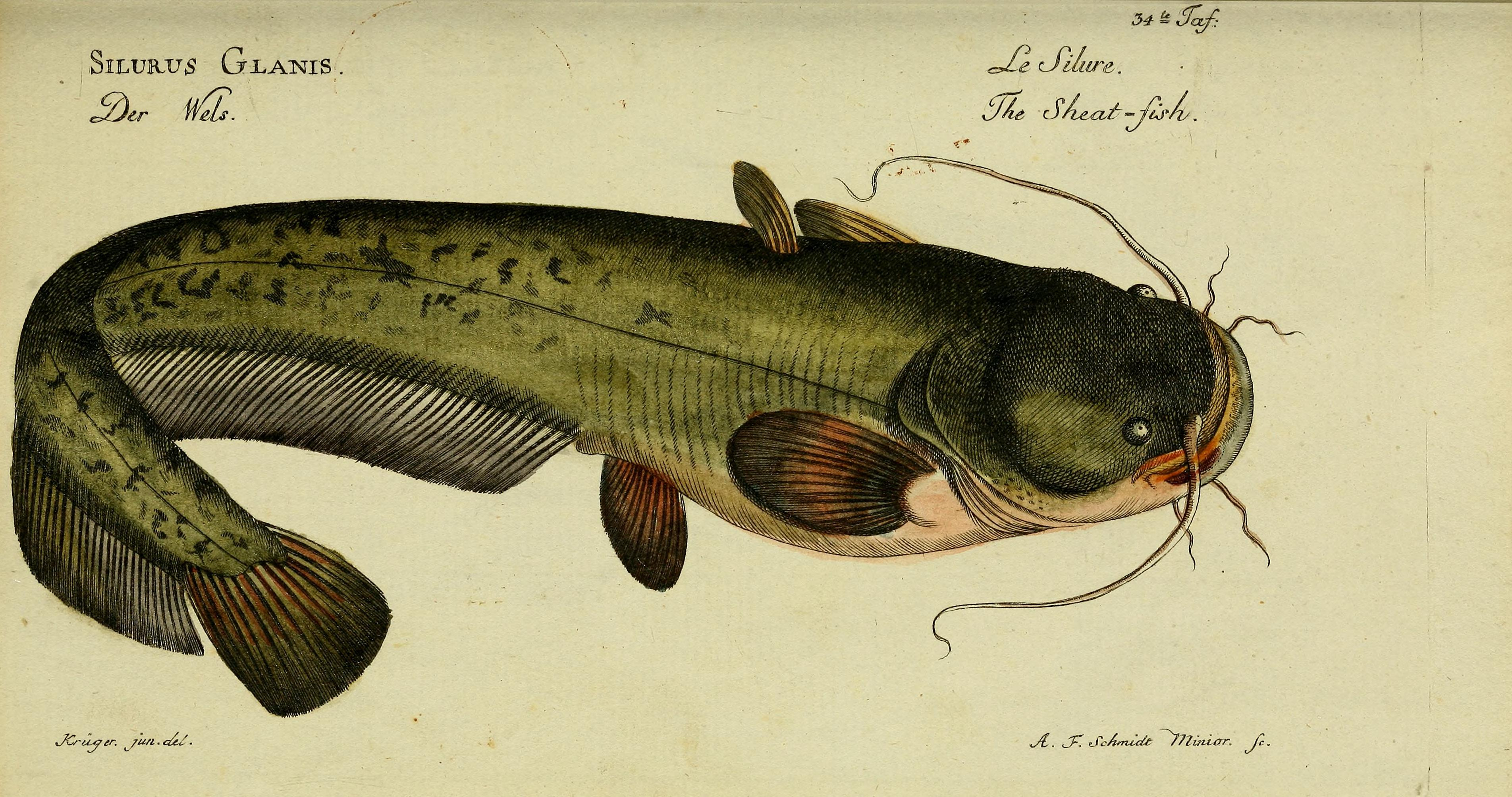
Сом, рисунок из труда Маркуса Е. Блоха «Естественная история рыб Германии», 1783 год

## Питание
Существует заблуждение, что сом питается только падалью. На самом деле это не совсем так. Основной пищей сома на ранней стадии развития являются мелкие ракообразные, мальки и водные насекомые. В более зрелом возрасте, в зависимости от кормовой базы, предпочитает в рационе живую рыбу и других пресноводных животных и моллюсков. Также известны случаи нападения на водоплавающих птиц и мелких домашних животных.

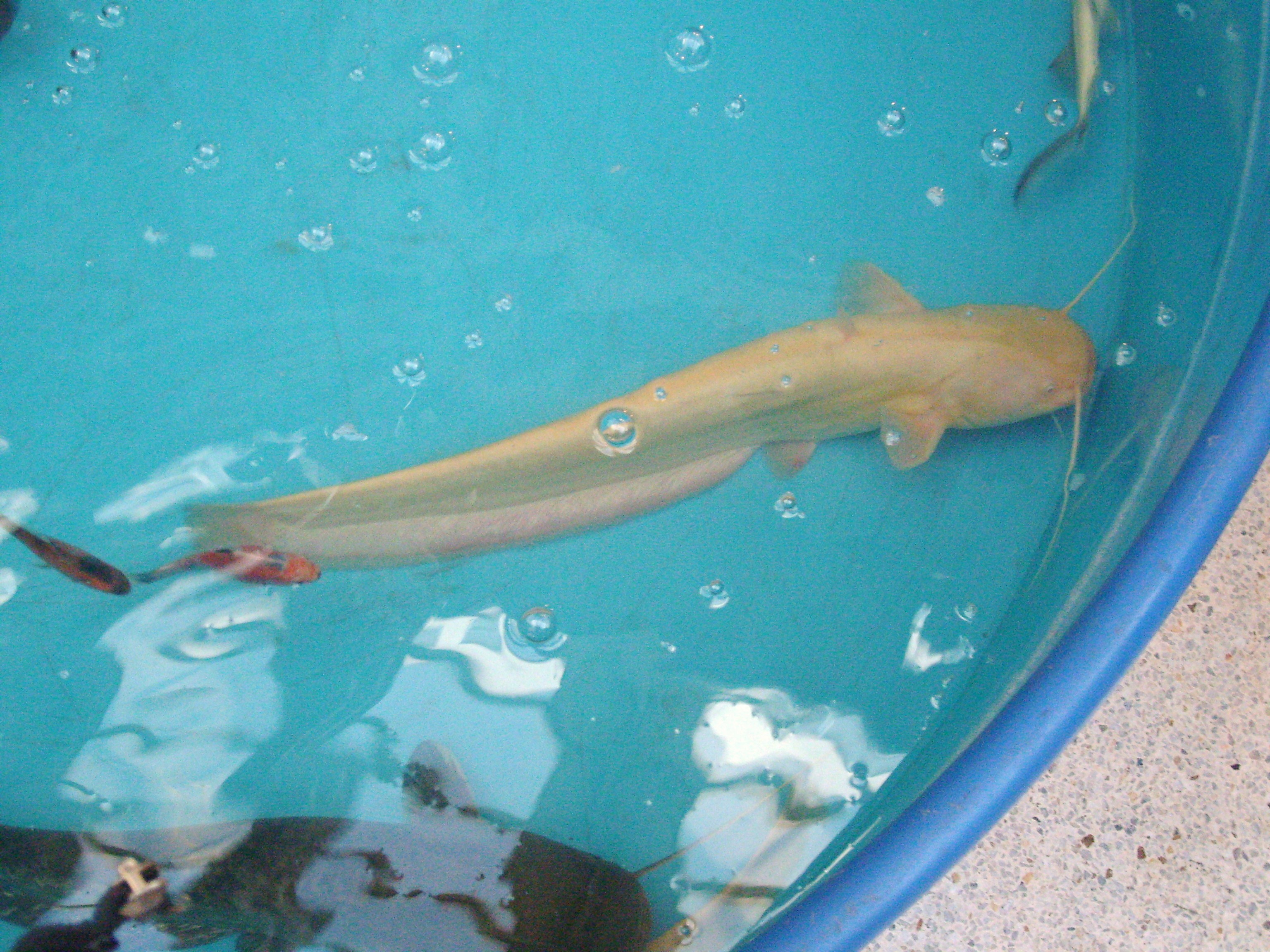
Сом-альбинос (в центре)

Активный ночной хищник. Днём предпочитает отлёживаться на ямах, в коряжнике и прочих «крепких местах».
Перед ледоставом сом собирается на ямах в небольшие группы от 5 до 10 особей. Зимой не питается и практически неактивен.

### Сообщения о людоедстве
Описаны случаи нападения крупных особей сомов на людей, особенно на детей, однако документально это не доказано. В XVI—XVIII веках неоднократно бывали случаи поимки гигантских сомов в Дунае, в желудках которых находили человеческие тела или их части, при этом, однако, неясно, становились ли погибшие жертвами рыб при жизни, или же последние употребляли в пищу их трупы.

## Гигантские сомы
В Волге можно встретить особей, масса тела которых достигает около 50 кг. Наиболее крупные сомы (массой более 100 кг) иногда вылавливаются рыбаками в Испании, в р. Эбро, где они были акклиматизированы в середине XX века и быстро размножились.
В Республике Татарстан на реке Меша в 2023 году был пойман сом весом 75 кг.
В Латвии официальным рекордом считается сом массой в 84 килограмма, выловленный в Даугаве в 2010 году. В 2018 году, тоже на реке Даугава был пойман сом массой в 100 килограмм и длиной в 2,45 метра, но по латвийским правилам улов, пойманный мережей, не может засчитываться. По той же причине не был засчитан и 86 килограммовый сом, вытащенный там же в 2017 году.

## Употребление в пищу
Во многих регионах распространена рыбалка на квок.
Сомов издавна употребляли в пищу, преимущественно в жареном виде, хотя В. И. Даль в книге «О поверьях, суевериях и предрассудках русского народа» (1845—1846) утверждал, что крестьяне южнорусских губерний и донские казаки его мясом брезговали, называя «чёртовым конём», используя лишь жирный хвост в качестве начинки для пирогов.